# Цзяншань
Цзяншань (кит. спр. 江山市, піньїнь: Jiāngshān Shì) — місто-повіт у центральнокитайській провінції Чжецзян, складова міста Цюйчжоу.

## Географія
Цзяншань у середньому розташовується на висоті близько 101 метра над рівнем моря у південній частині префектури переважно у горах Цзянланшань.

### Клімат
Місто знаходиться у зоні, котра характеризується вологим субтропічним кліматом. Найтепліший місяць — липень із середньою температурою 28,8 °C. Найхолодніший місяць — січень, із середньою температурою 5,4 °С.
| Клімат Цзяншаня         | Клімат Цзяншаня | Клімат Цзяншаня | Клімат Цзяншаня | Клімат Цзяншаня | Клімат Цзяншаня | Клімат Цзяншаня | Клімат Цзяншаня | Клімат Цзяншаня | Клімат Цзяншаня | Клімат Цзяншаня | Клімат Цзяншаня | Клімат Цзяншаня | Клімат Цзяншаня |
| Показник                | Січ.            | Лют.            | Бер.            | Квіт.           | Трав.           | Черв.           | Лип.            | Серп.           | Вер.            | Жовт.           | Лист.           | Груд.           | Рік             |
| Середній максимум, °C   | 9,5             | 11,5            | 15,5            | 21,9            | 26,8            | 29,4            | 33,9            | 33,2            | 28,8            | 23,8            | 18              | 12,4            | 22,1            |
| Середня температура, °C | 5,4             | 7,3             | 11,1            | 17              | 21,9            | 25,1            | 28,8            | 28,2            | 24,2            | 18,9            | 13,1            | 7,3             | 17,4            |
| Середній мінімум, °C    | 2,5             | 4,3             | 7,8             | 13,3            | 18,2            | 21,8            | 24,8            | 24,5            | 20,8            | 15,3            | 9,4             | 3,6             | 13,9            |
| Норма опадів, мм        | 84.9            | 113.1           | 204             | 229.9           | 234.7           | 326.2           | 161.4           | 116.3           | 87.6            | 59.6            | 81.9            | 54.3            | 1753.9          |
| Вологість повітря, %    | 80              | 81              | 81              | 80              | 79              | 82              | 77              | 78              | 80              | 78              | 78              | 77              | 79.3            |
| ----------------------- | --------------- | --------------- | --------------- | --------------- | --------------- | --------------- | --------------- | --------------- | --------------- | --------------- | --------------- | --------------- | --------------- |
| Джерело: data.cma.cn    |                 |                 |                 |                 |                 |                 |                 |                 |                 |                 |                 |                 |                 |